# سيد غريغوري
سيد غريغوري (14 أبريل 1870 في أستراليا - 1 أغسطس 1929 في أستراليا) (بالإنجليزية: Syd Gregory)‏ هو لاعب كريكت أسترالي. شارك مع منتخب أستراليا الوطني للكريكت. أما مع النوادي، فقد لعب مع فريق جنوب ويلز الجديد للكريكت ‏.

## معرض صور

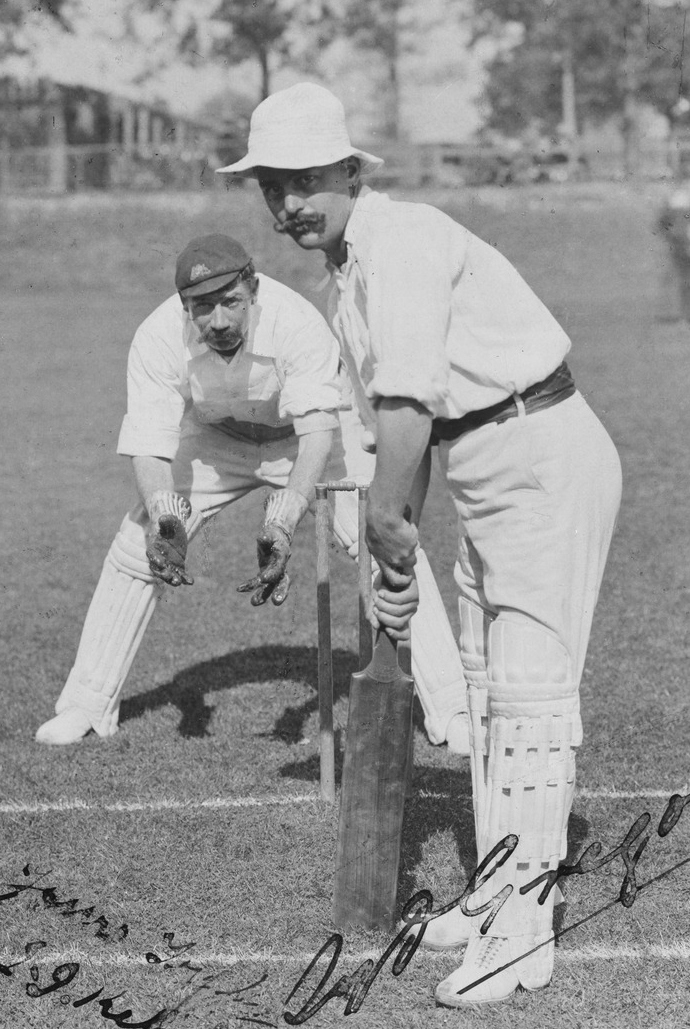
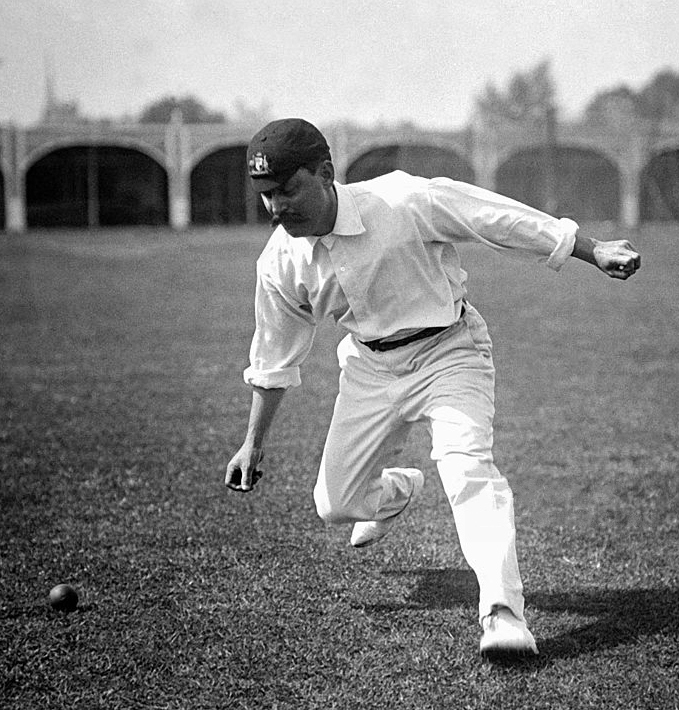
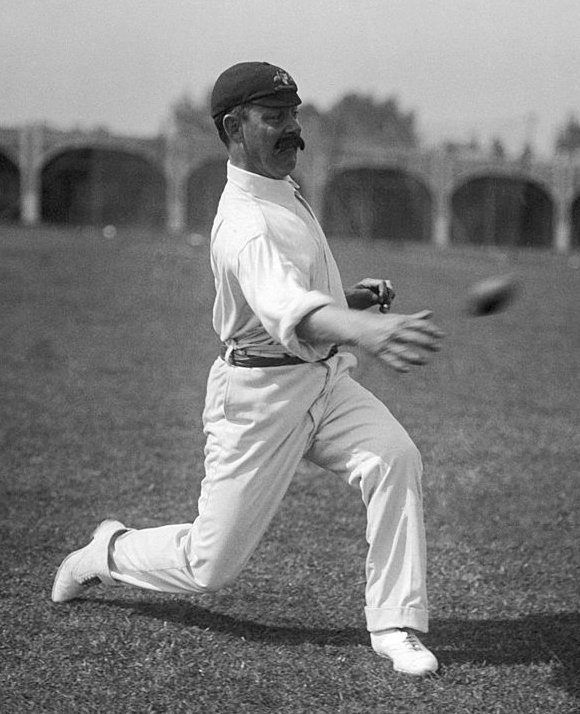
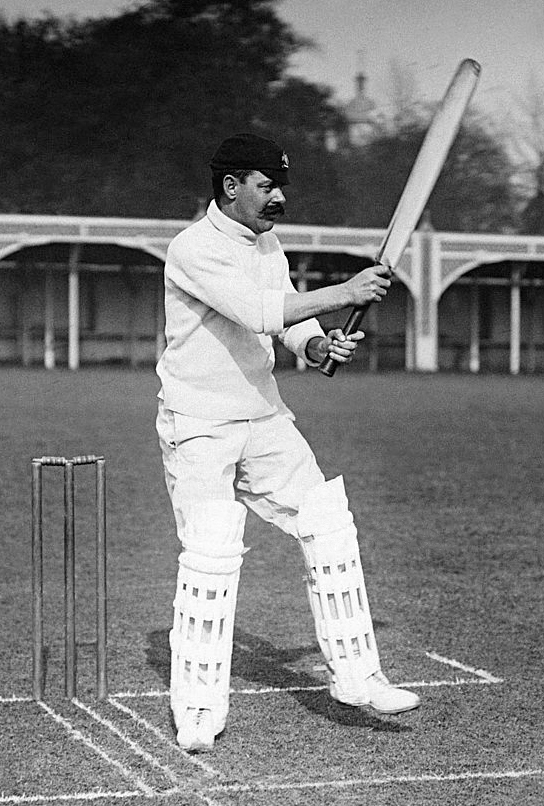

## وصلات خارجية
- سيد غريغوري على موقع إي آس بي آن كريك إنفو (الإنجليزية)